# مرد نقره‌ای (فیلم)
مرد نقره‌ای فیلمی به کارگردانی محمدحسین لطیفی، نویسندگی پیمان عباسی و تهیه‌کنندگی محمدحسین لطیفی و پرویز امیری محصول سال ۱۳۹۸ است.

## بازیگران
- مهدی سلطانی[۶] در نقش سیاوش،پدربزرگ امیرکیان
- اوزلم چنار در نقش کمیسر دنيز
- بهاره کیان افشار در نقش مادر ایمان
- ایرج نوذری[۷] در نقش سرمربی آمریکایی
- نادر سلیمانی در نقش دکتر بهرام
- بهنوش بختیاری در نقش مادر امیرکیان
- امیرکیان عبدی در نقش امیرکیان
- مهدی سلمانی میاب‌ در نقش مهدی
- ایمان امیری در نقش ایمان
- پارسیا شکوری فرد
- گلبرگ محمدی